# Gerard Ciołek

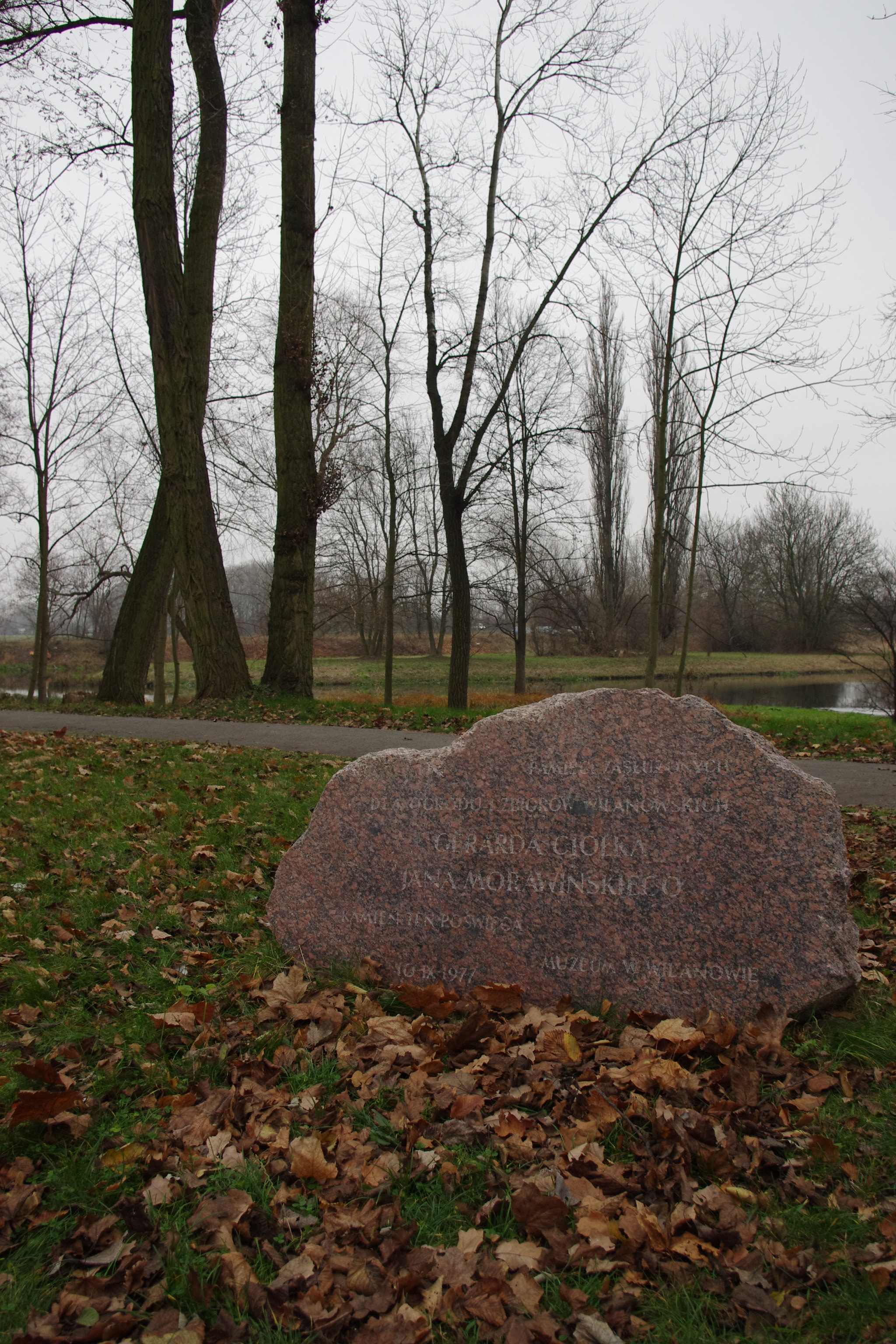
Kamień upamiętniający Gerarda Ciołka i Jana Morawińskiego w Ogrodzie w Wilanowie

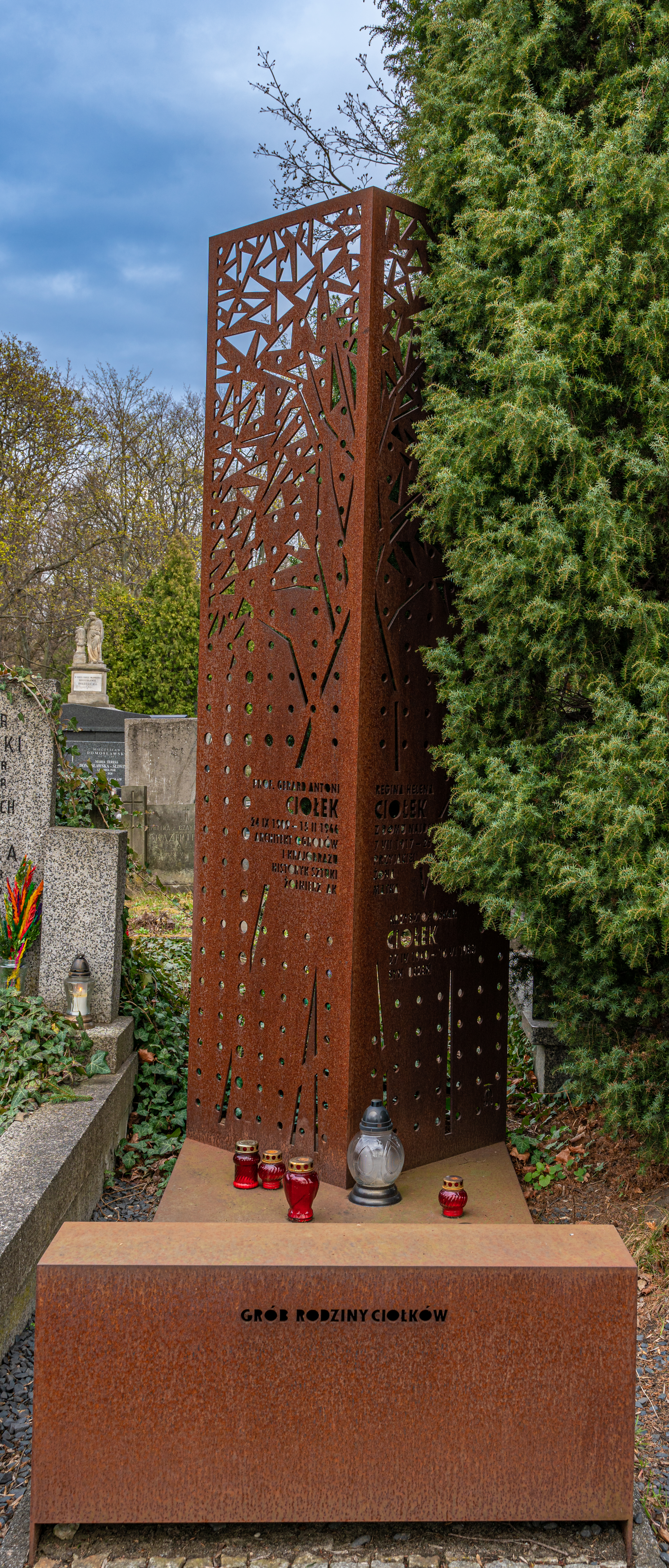
Grób Gerarda Ciołka na cmentarzu Powązkowskim. Proj. Tomasz Paweł Ciołek, 2015.

Gerard Antoni Ciołek (ur. 24 września 1909 w Wyżnicy na Bukowinie, zm. 15 lutego 1966 w Tatrach) – polski architekt, historyk sztuki ogrodowej, badacz drewnianego budownictwa ludowego, planista ogrodów, wykładowca akademicki.

## Życiorys
Gerard Ciołek urodził się na Bukowinie, w Wyżnicy, należącej w tym czasie do Austro-Węgier, jako syn urzędnika skarbowego. Po I wojnie światowej miejscowość znalazła się w Rumunii, a rodzina Ciołków wyemigrowała do Polski, do Lublina, skąd w 1929 po ukończeniu Liceum im. Staszica, wyjechał na studia do Warszawy. Pierwotnie planował studia na warszawskiej ASP, lecz ostatecznie wybrał Wydział Architektury na Politechnice Warszawskiej.
W 1934 został asystentem u profesora Oskara Sosnowskiego, pod którego wpływem zainteresował się budownictwem ludowym i dziedzictwem kulturowym. Ukończył studia architektoniczne w maju 1936. Kontynuując pracę w kierowanym przez Sosnowskiego Zakładzie Architektury Polskiej i Historii Sztuki na Wydziale Architektury na PW w roku 1937 zajął się historią parków i ogrodów, opracowywaniem programu dla planowanego w Młocinach centralnego parku etnograficznego a także urbanistyką i planistyką. W czerwcu 1939 poślubił Reginę Najder, pochodzącą z rodziny ziemiańskiej z zachodniej części USRR.
W czasie wojny obronnej służył w stopniu podporucznika w obronie przeciwlotniczej w Wilnie, skąd po przegranej wraca do Warszawy. W latach 1940–1944 żołnierz Armii Krajowej pod ps. Biała – rodowym zawołaniem rodu Ciołków. W czasie wojny uczestniczył w podziemnym nauczaniu na Politechnice Warszawskiej jako wykładowca urbanistyki i planowania ogrodów i w 1944 otrzymuje doktorat. Brał udział w powstaniu warszawskim – dowodził obroną Biblioteki Krasińskich, był szefem Referatu Kartograficznego, Oddział III (operacyjny), Okręg Warszawa AK oraz szefem zespołu architektów i pracowników wodno-kanalizacyjnych który opracował (w cztery dni, 6-9 sierpnia) projekt, plany i regulaminy używania kanałów kanalizacyjnych dla celów łączności dowodzenia. Po upadku powstania trafił do niemieckiej niewoli. Przebywał w Bergen-Belsen (Stalag XI-B), Gross-Born, Sandbostel i Lubece (Oflag X C), skąd został uwolniony przez brytyjskie wojska. Po wyzwoleniu dołączył do 1 Samodzielnej Brygady Spadochronowej i w grudniu 1945 wrócił do Polski, gdzie w Olsztynie połączył się ze swoją żoną i synem Krzysztofem Oskarem.
W styczniu 1946 wraz z rodziną przyjechał do zniszczonej Warszawy – w latach 1946–1966 prowadził wykłady w Instytucie Architektury Politechniki Warszawskiej. Od 1954 był profesorem Politechniki Krakowskiej, kierownikiem Katedry Planowania Przestrzennego. Od 1965 roku – profesorem zwyczajnym.
W latach 50. współuczestniczył w projektowaniu tatrzańskiego Schroniska Górskiego PTTK w Dolinie Pięciu Stawów Polskich. Profesor brał udział w rekonstrukcji ponad 100 założeń parkowych w Polsce: Arkadia, Wilanów, Baranów Sandomierski, Białystok, Krasiczyn, Nieborów i inne. Zebrał archiwum dokumentujące kilkanaście tysięcy parków i ogrodów w Europie. Zmarł na nartach w Tatrach w wieku lat 56. Spoczywa na cmentarzu Powązkowskim (kw. 93, rząd 4, grób 9).

## Najważniejsze publikacje
- Ciołek, Gerard. 1954. Ogrody polskie. T. 1, Przemiany treści i formy. Warszawa: Budownictwo i Architektura.
- Ciołek, Gerard. 1955. Zarys historii kompozycji ogrodowej w Polsce. Materiały do projektowania. No. 4. Łódź-Warszawa: Państwowe Wydawnictwo Naukowe.
- Ciołek, Gerard. 1964. Zarys ochrony i kształtowania krajobrazu. Warszawa: Arkady.
- Ciołek, Gerard. 1984. Regionalizm w budownictwie wiejskim w Polsce. Kraków: Politechnika Krakowska im. Tadeusza Kościuszki. 2 tomy. 456 str. (Pośmiertne wydanie pracy doktorskiej ukończonej w Warszawie w marcu 1944)

## Upamiętnienie
- W lutym 1989 roku Zarząd Główny Stowarzyszenia Konserwatorów Zabytków na wniosek Walnego Zjazdu SKZ we Wrocławiu ustanowił nagrodę im. Gerarda Ciołka[3].